# South Fork Kuskokwim
Pour les articles homonymes, voir South Fork.
La rivière South Fork Kuskokwim est un cours d'eau d'Alaska, aux États-Unis, qui s'écoule dans la région de recensement de Yukon-Koyukuk puis la région de recensement de Bethel. C'est un affluent du fleuve Kuskokwim.

## Description
Longue de 130 milles (209 km), elle prend sa source dans un glacier au nord-est de la montagne Snowcap et coule en direction du nord-nord-ouest en direction du fleuve Kuskokwim dans laquelle elle se jette à 2 milles (3 km) de Medfra.
Son nom local a été référencé en 1907 comme étant Istna.